# Дортские каноны

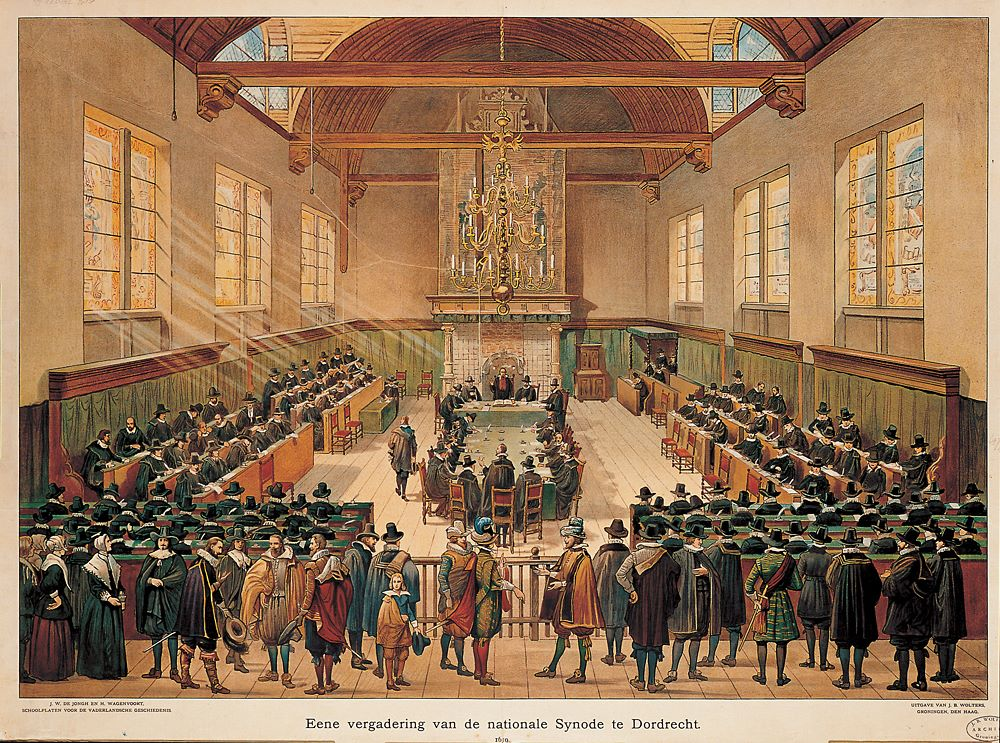
Заседание национального синода в Дордрехте

Дортские каноны (каноны Дордрехтского синода, каноны Дордрехта) — были составлены на Дордрехтском синоде — национальном собрании реформатских церквей, состоявшемся в 1618 и 1619 годах в Дордрехте, в котором также приняли участие представители зарубежных реформатских церквей. Дортские каноны являются опровержением Пяти статей ремонстрантов, поэтому Дортские каноны также называются Пятью артикулами против ремонстрантов.
Синод Дордта был созван Генеральными штатами Соединенных Нидерландов для вынесения решения по взглядам ремонстрантов. Ремонстранты были единогласно осуждены контрремонстрантами на Синоде Дордрехта. Их учение, по мнению других участников Синода, не соответствовало Библии. Приговор фиксируется в письменной форме в правилах обучения. Каноны Дордта стали частью конфессии Реформатской церкви в Нидерландах как одной из трех форм единства, а следовательно, и всех церквей, считающих себя продолжением этой церкви.

## Содержание Дортских канонов
В каждой из них реформатская вера впервые рассматривается в позитивном ключе. После каждого раздела следует перечень «ошибок» (ремонстрантов), которые Синод не принимает:
- Глава 1: О Божественном избрании и осуждении.
- Глава 2: О смерти Христа и искуплении людей этой смертью.
- Глава 3/4: О порочности людей и обращении к Богу и о способе его совершения.
- Глава 5: О стойкости святых.

Эта структура определяется пятью статьями Ремонстрации, которую последователи Якоба Арминия предложили штатам Голландии и Западной Фрисландии в 1610 году. В этой Ремонстрации они просили поддержки правительства в конфликте с последователями Франциска Гомаруса. В пяти главах ремонстранты суммируют свои взгляды:
1. Верующие выбираются на основе их веры.
2. Христос умер за всех.
3. Человек верует не сам по себе, а по благодати во Христе.
4. Благодать есть начало, следствие и завершение всякого добра, но ей могут противиться те, кто не хочет верить.
5. Пока невозможно сделать убедительное заявление по вопросу о том, могут ли верующие потерять свою веру и, следовательно, вечное спасение.

Дортские каноны также подчеркивают, что Бог проповедует Евангелие, чтобы люди могли спастись от греха и наказания за грех. Статья 2:5 гласит:
Более того, Евангелие обещает, что всякий верующий во Христа распятого не погибнет, но будет иметь жизнь вечную; это обетование должно быть возвещено и возвещено всем народам и племенам без различия, которым Бог по благоволению Своему посылает Евангелие Свое с заповедью покаяния и веры.
В то же время утверждается, что это внешнее призвание многими отвергается, в результате чего они погибают по своей вине (Статья 2:6):
Но многие из призванных Евангелием не каются и не веруют во Христа, но погибают в неверии, не из-за недостатка или недостаточности жертвы Христа, принесенной на кресте, но из-за своей собственной вины.
Другие, призванные внутренне по свободной воле Божией и получившие истинную веру, возносятся в вечную славу (Статья 2:7-8):
- (2.7) Но все истинно верующие, избавленные от греха и погибели и спасенные смертью Христа, пользуются этим благодеянием только по благодати Божией, данной им от вечности во Христе, каковой благодатью Он не обязан никому.
- (2.8) Ибо таков был совершенно свободный совет, благодатная воля и намерение Бога Отца, чтобы оживотворяющая и спасительная сила драгоценной смерти Его Сына распространилась на всех избранных, чтобы наделить их одних оправдывающей верой и посредством её привести их непогрешимо к спасению; то есть, Бог пожелал, чтобы Христос через кровь Своего креста (которой Он подтвердил новый завет) действенно искупил из всякого народа, колена, колена и языка всех тех, и только тех, кто от вечности был избран ко спасению и отдан Ему Отцом; наделит их верой, которую Он приобрел для них Своей смертью, а также другими спасительными дарами Святого Духа; и очистит их от всех грехов их, как естественных, так и действительных, совершенных как до, так и после веры, Своей кровью, и верно сохранит их до конца, и в конце представит их без пятна и порока в Своем славном присутствии.

## Пять пунктов кальвинизма
В англоязычной литературе существует краткое описание пяти основных принципов, известных как «Пять пунктов кальвинизма». Суть этих принципов заключается в том, что Бог может спасти каждого человека, если Он дарует ему свою благодать. При этом никакие несправедливость или невежество человека не могут помешать этому. Эти принципы не являются частью теологии Жана Кальвина или реформатских церквей. Например, Кальвин никогда не обсуждал идею ограниченного искупления в своих работах, а лишь упоминал о ней вскользь.
1) Полная развращенность
Человек в своем естественном, развращенном состоянии не способен обратиться к Богу. Только благодаря благости и воле Божьей Святой Дух делает возможным возрождение человека через Слово Божье. Слово «общая сумма» следует рассматривать в широком смысле. Человек глубоко грешен, настолько, что грех испортил каждую часть его существа.
Библейская поддержка:
- Римлянам 3:10-11 Так и написано: нет праведного ни одного; нет никого, кто понимал бы; нет никого, кто ищет Бога.
- Иоанна 6:44 Но никто не может прийти ко Мне, если не привлечет его Отец, пославший Меня; и Я воскрешу его в последний день.
- 1 Коринфянам 2:14 Человек, не имеющий Духа, не принимает того, что от Духа Божия, потому что он почитает это безумием. Он также не может этого понять, потому что об этом нужно судить духовно.

2) Безоговорочное избрание
Выборы означают любовь. Божья любовь, избрание тех, кому Он позволяет прийти к Нему, не основывается на человеческих заслугах или вере в тех, кого Он выбирает. Его выбор безоговорочно основан на Его [Божьей] благодати.
Библейская поддержка:
- Римлянам 9:16 Итак, все зависит от Бога и Его милости, а не от человеческой воли или усилий.
- Ефесянам 1:4 Ибо Бог в любви избрал нас во Христе прежде создания мира, чтобы мы были святы и непорочны пред Ним,
- Иоанна 1:13 Ибо всякий рождённый не от плоти, ни от хотения плоти, ни от хотения мужа, но от Бога родился.
- Исход 33:19 И сказал: вот, Я пройду пред тобою во всей славе Моей и провозглашу имя Господа пред тобою; и кого помиловать, помилую, кого пожалеть, пожалею.

3) Ограниченное примирение
Ограниченное искупление означает, что смерть Христа на кресте снимает наказание за грехи, совершенные теми, кого Бог избрал по Своей благодати. (В отличие от учения о том, что смерть Христа на кресте делает спасение возможным изнутри человека.) Таким образом, искупление ограничивается устранением грехов избранных.
Библейская поддержка:
- Иоанна 10:14-15 Я есмь пастырь добрый. Я знаю Моих овец, и Мои овцы знают Меня, как и Отец знает Меня, и Я знаю Отца. Я полагаю жизнь свою за овец.
- Иоанна 10:27-28 Овцы Мои слушаются голоса Моего, и Я знаю их; и они идут за Мною. Я даю им вечную жизнь, и они не погибнут вовек; никто не похитит их из руки Моей.
- Деяния 20:28 Ищите руководства для себя и для всего стада, над которым Дух Святый поставил вас блюстителями. Вы — блюстители Церкви Господа и Бога, которую Он приобрел Кровию Сына Своего.
- Ефесянам 5:25 Мужья, любите своих жен, как и Христос возлюбил Церковь и предал Себя за неё.
- Иоанна 17:9 Я молюсь за них. Я не о всем мире молю, но о тех, которых Ты Мне дал, потому что они Твои.
- Иоанна 6:44 Но никто не может прийти ко Мне, если не привлечет его Отец, пославший Меня; и Я воскрешу его в последний день.
- Иоанна 6:65 «Для того-то и говорил Я вам, — сказал Он, — что никто не может прийти ко Мне, если то не дано будет ему от Отца Моего».

4) Неотразимая грация
Благодать Божия непреодолима в том смысле, что человек бессилен избежать благодати, если Бог решил явить ему/ей благодать. Поэтому дело не в том, что люди обретают благодать, потому что их совесть более чувствительна или потому что их вера сильнее, чем у других. Наоборот: чуткая совесть и сильная вера являются признаками верности Бога.
Библейская поддержка:
- Иоанна 15:16 Не вы Меня избрали, а Я вас избрал и поставил вас идти и приносить плод, плод преходящий. О чём ни попросите Отца во имя Мое, даст вам.
- Ефесянам 1:11 В Нем Бог, совершающий все по Своему изволению и воле, определил нам,
- 1 Фессалоникийцам 1:4-5 Бог любит вас, братья и сестры. Мы знаем, что он избрал вас, потому что мы проповедовали вам с уверенностью не только словом, но и могущественной силой Святого Духа. Вы знаете, как много мы для вас значили, когда были среди вас.
- Римлянам 9:11 И прежде нежели они родились и ничего доброго или худого не сделали, сказано было ей: больший будет в порабощении у меньшего. Ибо решение Божие остается в силе: Бог избирает человека не по делам его, а потому, что Он призывает его.
- Колоссянам 2:13 Ибо вы были мертвы по преступлениям и необрезанию, но Бог оживотворил вас со Христом, простив нам все грехи наши.

5) Стойкость верующих
Возрождение не может быть отменено. Вера, данная Богом, по сути, сохраняется на всю жизнь, хотя ее практика может со временем сойти на нет. Те, кто отпадают от веры, либо никогда не были искренни в своей вере, либо, если они входят в число избранных, вернутся к вере.
Библейская поддержка:
- Иоанна 10:27-28 Овцы Мои слушаются голоса Моего, и Я знаю их; и они идут за Мною. Я даю им вечную жизнь, и они не погибнут вовек; никто не похитит их из руки Моей.
- 1 Иоанна 2:19 Они вышли от нас, но не были наши; ибо если бы они были нашими, то и дальше оставались бы с нами. Но должно было выясниться, что никто из них нам не принадлежит.
- Филиппийцам 1:6 Я уверен в том, что начавший в вас доброе дело будет совершать его даже до дня Иисуса Христа.

## Мнемоника (TULIP)
В англоязычном мире пять пунктов кальвинизма также известны под мнемоническим обозначением TULIP. Эта мнемоника, вероятно, является отсылкой к голландскому происхождению канонов Дордта.
- Total depravity
- Unconditional election
- Limited atonement
- Irresistible grace
- Perseverance of the saints